# Heléna Barócsi
Heléna Barócsi (* 9. Juli 1966) ist eine ehemalige ungarische Langstreckenläuferin.
Von 1990 bis 1992 wurde sie dreimal in Folge Siegerin des Dam tot Damloop. 1990 gewann sie den Kasseler Citylauf, 1991 Marseille – Cassis, 1992 den Lissabon-Halbmarathon und 1993 den Würzburger Residenzlauf. 
Dreimal wurde sie nationale Meisterin im 10.000-Meter-Lauf, zweimal im Halbmarathon und zweimal im Crosslauf. Mit ihrer Halbmarathon-Bestzeit von 1:10:59 (aufgestellt als Zweite bei der Route du Vin 1993) belegt sie den sechsten Platz in der ungarischen Ewigen Bestenliste.